# Districte de Khandesh
El districte de Khandesh fou una antiga entitat administrativa de la Divisió Central de la presidència de Bombai amb 26.006 km², entre les muntanyes Satpura i el riu Narbada al nord; els districtes de Berar i Nimar a l'est; els Satmala, Chandor o Ajanta al sud; al sud-oest pel districte de Nasik i a l'oest per territori de Baroda i l'estat de Sagbara a Rewa Kantha. Khandesh és una regió històrica del centre oest de l'Índia al nord-oest del Dècan, formada essencialment per la vall del Tapti. Actualment el seu territori està format pels districte de Jalgaon, Dhule i Nandurbar, i una part del districte de Nasik a Maharashtra. El 1906 el districte fou dividit en dos: Districte de West Khandesh i Districte d'East Khandesh. posteriorment districte de Dhulia i districte de Jalgaon (dels noms de les capitals).
Administrativament també en depenien els estats de Mehwas a Rewa Kantha. Les ciutats principals eren Dhulia, Bhusawal, Dharangaon, Nasirabad, Nandurbar, Chalisgaon, Bhadgaon, Jamner, Adavad, Chopda, Jalgaon, Parola, Erandol, Amalner, Faizapur, Pachora, Nagardevla i Bodvah. Les municipalitats eren 21: Amalner, Parola, Erandol, Dharangaon, Bhadgaon, Chopda, Shirpur, Sindkheda, Betwad, Savada, Yaval, Bhusawal, Jalgaon, Dhulia, Songir, Taloda, Shahada, Prakasha, Nandurbar, Faizpur i Raver. Administrativament estava dividit en 17 talukes (Taloda, Shahada, Nandurbar, Shirpur, Chopda, Yaval, Raver, Pimpalner, Dhulia, Amalner, Erandol, Jalgaon, Bhusawal, Jamner, Pachora, Sindkheda i Chalisgaon) i 4 pethes o mahals (Navapur, Parola, Edalabad i Bhadgaon).